# Kościół Przenajświętszej Trójcy w Wilamowicach
Kościół Przenajświętszej Trójcy – rzymskokatolicki kościół parafialny należący do dekanatu Wilamowice diecezji bielsko-żywieckiej.

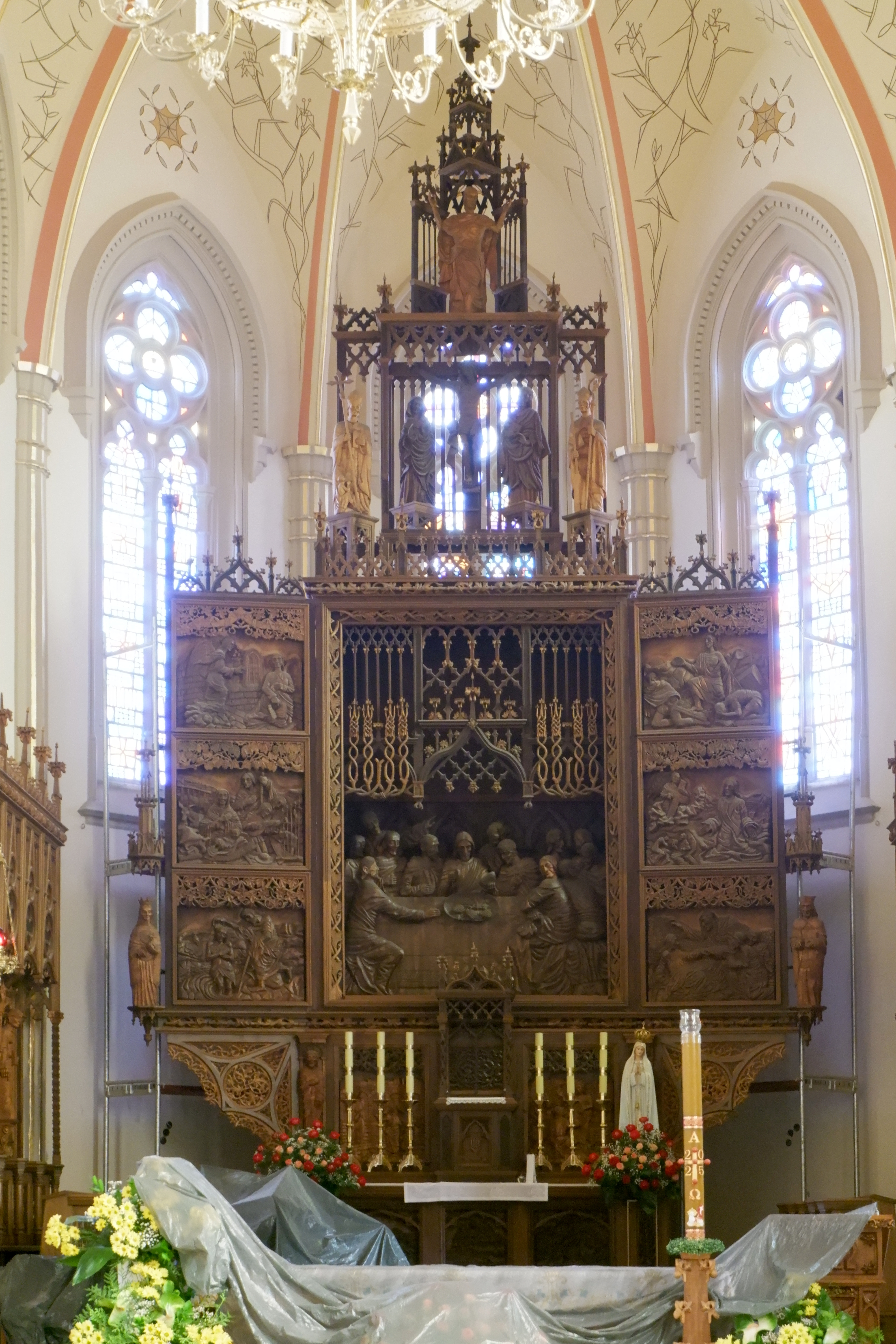
Wnętrze świątyni - ołtarz

Budowa obecnej, czwartej już świątyni, została rozpoczęta w 1923 roku. Świątynię budowano z betonowych odlewów kamiennych. Kościół miał charakteryzować się bogatą architekturą neogotycką, wzorowaną na katedrze św. Stefana w Wiedniu. Budowa została rozpoczęta z wielkim zapałem, jednak trudne lata kryzysu gospodarczego lat 30. XX wieku, a następnie okres II wojny światowej i trudne dla Kościoła czasy powojennych rządów komunistycznych praktycznie wstrzymały prace budowlane aż do czasu tragicznego pożaru starego kościoła we wrześniu 1957 roku. Niezwykła ofiarność i zaangażowanie parafian razem z ówczesnym proboszczem księdzem Franciszkiem Pielą spowodowały, że w stosunkowo niedługim czasie budowa została ukończona na tyle, że w 1960 roku kościół został poświęcony. Od tego czasu nieustannie parafia kontynuuje dobudowę oraz wyposażenie wnętrza i otoczenia kościoła. W latach 1980–1984 został ukończony najbardziej niebezpieczny etap budowy, czyli zbudowanie wieży głównej i pięciu wieżyczek bocznych. Wysokość wieży, razem z krzyżem umieszczonym na wierzchołku to 72 metry. W ten sposób świątynia otrzymała swój ostateczny, zaplanowany wcześniej, architektoniczny kształt. W 1988 roku rzeźbiarz amator z Wilamowic Kazimierz Danek wyrzeźbił dla świątyni stacje Drogi Krzyżowej. Rzeźbiarz ten wykonał również ołtarz główny i ołtarze boczne. W dniu 21 marca 1993 roku świątynia została konsekrowana przez biskupa bielsko-żywieckiego Tadeusza Rakoczego.
Jedna z kaplic kościoła została poświęcona św. Arcybiskupowi Józefowi Bilczewskiemu, gdzie znajdują się jego relikwie. Dekretem L.dz. 1076/12 z dnia 20 października 2012 roku ustanowiono w kościele Sanktuarium Świętego Arcybiskupa Józefa Bilczewskiego.